# Mike Zonneveld
Mike Zonneveld (* 27. Oktober 1980 in Leiden) ist ein ehemaliger niederländischer Fußballspieler. Er stand zuletzt bei NAC Breda in der niederländischen Eredivisie unter Vertrag.

## Spielerkarriere

### Die Anfänge
Schon früh wurde Mike Zonneveld von den Scouts des niederländischen Rekordmeisters Ajax Amsterdam entdeckt. Mit Erlaubnis seiner Eltern ging er von zu Hause weg und zog in das renommierte Jugendinternat von Ajax. Dort galt er jahrelang als großes Talent, wurde allerdings nie in die erste Mannschaft berufen. Aus diesem Grunde beschloss der Abwehrspieler im Jahre 1999, den Verein zu verlassen und beim Zweitligisten Go Ahead Eagles zu spielen. Dort kam er in seiner ersten Profisaison auf zwei Tore in 18 Spielen. Anschließend ging er zum Erstligisten NEC Nijmegen⁣, für den er vier Jahre lang regelmäßig aktiv war.

### Breda und PSV
Im Sommer 2004 ging Zonneveld zum Ligakonkurrenten NAC Breda. In seiner ersten Saison dort kam er auf vier Tore in 20 Spielen, doch im zweiten Jahr wurde der Mittelfeld-Allrounder von einer schweren Verletzung in seiner Entwicklung zurückgeworfen und kam nur noch auf fünf Einsätze, in denen er einmal traf. Seinen endgültigen Durchbruch erreichte er als Führungsspieler 2006/2007, als er sechs Tore in 31 Spielen erzielte und nach der Saison vom amtierenden Meister PSV Eindhoven verpflichtet wurde. Dort unterschrieb er einen Vierjahresvertrag. In der Saison 2009/10 wurde er an den FC Groningen verliehen. Zur Saison 2010/11 wechselte er nach Zypern zu AEL Limassol, kehrte jedoch im Mai 2011 in die Niederlande zurück. Nachdem er sich einige Wochen bei NAC Breda fit gehalten hatte, erhielt der Routinier von seinem alten Verein einen neuen Vertrag über zwei Spielzeiten. Aufgrund andauernder Verletzungen beendete er im Januar 2013 seine aktive Laufbahn.

## Erfolge
PSV Eindhoven 
- Niederländischer Supercupsieger: 2008
- Niederländischer Meister: 2008